# Lanceola sayana
Lanceola sayana är en kräftdjursart som beskrevs av Carl Erik Alexander Bovallius 1885. Lanceola sayana ingår i släktet Lanceola och familjen Lanceolidae. Inga underarter finns listade i Catalogue of Life.